# Détroit d'Alas
Ne doit pas être confondu avec le détroit de Lombok, entre Lombok et Bali
Le détroit d'Alas est un bras de mer de la mer de Bali séparant les îles de Lombok et Sumbawa. Il est situé dans l'archipel des petites îles de la Sonde, en Indonésie.
Le détroit est assez peu profond, ainsi il était fermé pendant le dernier maximum glaciaire, les deux îles ont été définitivement séparées il y a 14 000 ans.